# Andoni Lakabeg Fraile
Andoni Lakabeg Fraile (Bilbao, 14 de febrer de 1969) és un exfutbolista basc, que ocupava la posició de defensa.

## Trajectòria
Format al planter de l'Athletic Club, debuta amb el primer equip a la campanya 88/89, en partit contra el Sevilla FC. Eixe any, Lakabeg ja disputaria fins a 35 partits amb els bascos. Va ser titular amb l'Athletic fins a la temporada 93/94, a partir de la qual va passar a la suplència.
La temporada 95/96, amb la campanya iniciada, marxa al Celta de Vigo, però tot just hi juga nou partits eixe any. Seran els únics amb els gallecs, tot i romandre al Celta fins a la temporada 97/98. Eixe any juga amb el Vila-real CF. És suplent, però aconsegueix l'ascens amb els groguets.
El defensa no té continuïtat a l'equip valencià i a l'estiu de 1998 baixa a la Segona B per jugar amb l'Amurrio. Des d'eixe moment, la carrera de Lakabeg ha prosseguit per equips de la categoria de bronze, Tercera i Divisió d'Honor basca: Pájara Playas (99), CE Sabadell (99/01), Castillo (01/03), Indautxu (03/06), Leioa (06/07) i Ortuella (07/09).
En total, el defensa suma 202 partits en primera divisió.